# Роки Форд (Оклахома)
Роки Форд (енгл. Rocky Ford) насељено је место без административног статуса у америчкој савезној држави Оклахома.

## Демографија
По попису из 2010. године број становника је 61, што је 1 (1,7%) становника више него 2000. године.
| Група             | 2000.      | 2010.      |
| Белци             | 27 (45,0%) | 32 (52,5%) |
| Афроамериканци    | 0 (0,0%)   | 0 (0,0%)   |
| Азијати           | 0 (0,0%)   | 0 (0,0%)   |
| Хиспаноамериканци | 0 (0,0%)   | 1 (1,6%)   |
| Укупно            | 60         | 61         |